# Ommegang de Termonde

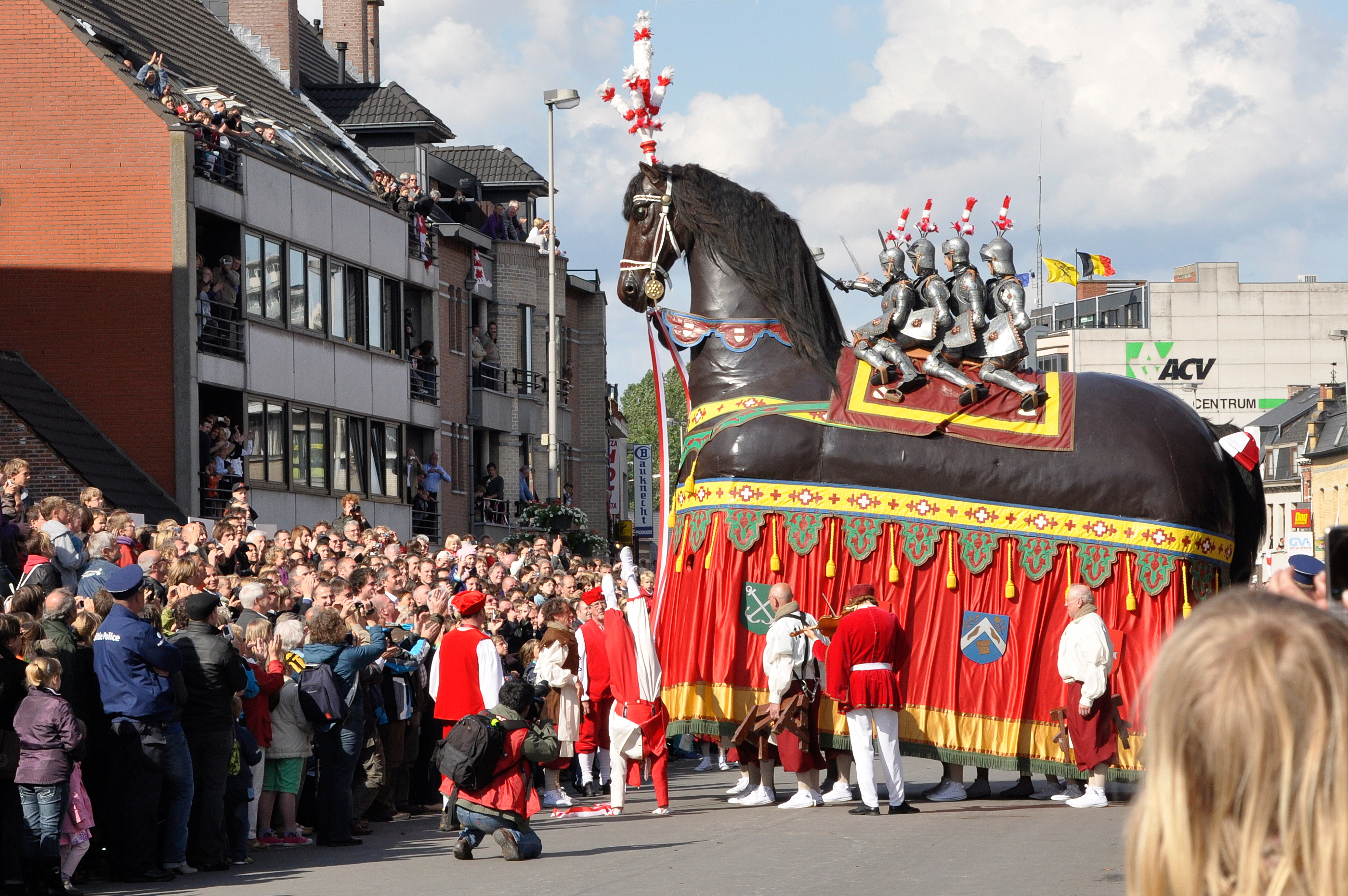
Le cheval Bayard à lommegang de Termonde

Pour les articles homonymes, voir Ommegang.
L'Ommegang de Termonde est une très ancienne festivité urbaine qui se déroule tous les dix ans à Termonde, en Belgique. Les dernières éditions ont eu lieu en 2000, 2010 et l'Ommegang prévu en 2020 fut reporté à 2022 en raison de la pandémie de la COVID-19.

## Présentation
Il s'agit d'un cortège qui se déploie autour du cheval Bayard ("Ros Beiaard"). Le cheval géant est transporté à travers la ville par une guilde de porteurs, appelés les Pijnders. Traditionnellement, 4 jeunes frères nés à Termonde ("de Vier Heemskinderen") montent sur ce cheval en armure complète. Au cours de la procession, la légende du cheval Bayard est représentée.
Cette cérémonie a été reconnue par l'UNESCO comme patrimoine culturel immatériel de l'humanité, au titre des géants et dragons processionnels de Belgique et de France.